# Asia Cup 1995
Der Asia Cup 1995 war die 5. Ausgabe des Cricketwettbewerbes für asiatische Nationalmannschaften, der im ODI-Format ausgetragen wird. Im Finale konnte sich Indien gegen Sri Lanka mit 8 Wickets durchsetzen.

## Teilnehmer
Die Teilnehmer waren alle drei Nationen mit Teststatus (Indien, Pakistan und Sri Lanka) sowie Bangladesch.
| - Bangladesch - Indien - Pakistan - Sri Lanka |

## Format
Die vier Mannschaften spielten gegen jedes andere Team in einer Gruppe. Die ersten beiden Mannschaften qualifizierten sich für das Finale und spielten dort den Turniersieger aus.

## Stadion
Das folgende Stadion wurde für das Turnier als Austragungsort vorgesehen.
| Stadion                             | Stadt   | Kapazität |
| ----------------------------------- | ------- | --------- |
| Sharjah Cricket Association Stadium | Sharjah | 27.000    |

## Vorrundengruppe
Tabelle
|             | Sp. | S | N | R | NR | Punkte | RR    |
| ----------- | --- | - | - | - | -- | ------ | ----- |
| Sri Lanka   | 3   | 2 | 1 | 0 | 0  | 4      | 4.856 |
| Indien      | 3   | 2 | 1 | 0 | 0  | 4      | 4.701 |
| Pakistan    | 3   | 2 | 1 | 0 | 0  | 4      | 4.596 |
| Bangladesch | 3   | 0 | 3 | 0 | 0  | 0      | 2.933 |

Spiele
| 5. April Scorecard | Sharjah | Bangladesch 163 (44.4)       | – | Indien 164-1 (27.5) |
|                    |         | Indien gewinnt mit 9 Wickets |   |                     |

| 6. April Scorecard | Sharjah | Sri Lanka 233 (39.4)           | – | Bangladesch 126 (44.2) |
|                    |         | Sri Lanka gewinnt mit 107 Runs |   |                        |

| 7. April Scorecard | Sharjah | Pakistan 266-9 (50)          | – | Indien 169 (42.4) |
|                    |         | Pakistan gewinnt mit 97 Runs |   |                   |

| 8. April Scorecard | Sharjah | Bangladesch 151-8 (50)         | – | Pakistan 152-4 (29.4) |
|                    |         | Pakistan gewinnt mit 6 Wickets |   |                       |

| 9. April Scorecard | Sharjah | Sri Lanka 202-9 (50)         | – | Indien 206-2 (33.1) |
|                    |         | Indien gewinnt mit 8 Wickets |   |                     |

| 11. April Scorecard | Sharjah | Pakistan 178-9 (50)             | – | Sri Lanka 180-5 (30.5) |
|                     |         | Sri Lanka gewinnt mit 5 Wickets |   |                        |

## Finale
| 14. April Scorecard | Sharjah | Sri Lanka 230-7 (50)         | – | Indien 233-2 (41.5) |
|                     |         | Indien gewinnt mit 8 Wickets |   |                     |